# Quezon (Nueva Ecija)
Quezon è una municipalità di quarta classe delle Filippine, situata nella Provincia di Nueva Ecija, nella regione di Luzon Centrale.
Quezon è formata da 16 baranggay:
- Barangay I (Pob.)
- Barangay II (Pob.)
- Bertese
- Doña Lucia
- Dulong Bayan
- Ilog Baliwag
- Pulong Bahay
- San Alejandro
- San Andres I
- San Andres II
- San Manuel
- San Miguel
- Santa Clara
- Santa Rita
- Santo Cristo
- Santo Tomas Feria